# Казлаускас, Римас
Римас Казлаускас (лит. Rimas Kazlauskas; 8 мая 1973) — литовский футболист, защитник. Сыграл 1 матч за сборную Литвы.

## Биография

### Клубная карьера
Начинал карьеру в 1991 году в клубе из Каунаса «Банга». Затем перешёл в другой каунасский клуб «Инкарас», но вскоре ненадолго вернулся в «Бангу». С 1993 по 1997 год был игроком «Инкараса», за который провёл более сотни матчей в чемпионате Литвы. В 1997 году Казлаускас отправился играть в Россию, где в том же году сыграл 12 матчей за клуб первого дивизиона «Сокол-ПЖД». В 1998 году перешёл в «Лада-Град», но в её составе сыграл лишь 3 матча в первом дивизионе. В 2002 году, после значительного перерыва, присоединился к литовскому клубу «Невежис», где провёл 5 матчей.

### Карьера в сборной
6 августа 1997 года сыграл свой единственный матч за сборную Литвы в товарищеской встрече со сборной Швеции, в которой вышел на замену на 70-й минуте вместо Дайнюса Шуляускаса.

## Достижения
«Инкарас»
- Чемпион Литвы (2): 1994/95, 1995/96